# Hôpital adventiste de Hinsdale
L’hôpital adventiste de Hinsdale (en anglais, Adventist Hinsdale Hospital) est un centre hospitalier adventiste à Hinsdale dans l’Illinois. 

## Histoire
Un couple de médecins adventistes, David et Mary Paulson, soignèrent dans les faubourgs de Chicago les pauvres et les orphelins. En 1904, ils fondèrent le Sanitarium d'Hinsdale à la campagne, non loin de la ville, dans l'objectif de procurer aux patients " de l'air pur, de l'ensoleillement, un cadre propice à l'exercice physique, de l'eau pure, une alimentation saine, un regard positif sur la vie, et la paix de l'esprit avec Dieu et les hommes ", suivant ainsi les principes de la philosophie adventiste de la santé. L'établissement gagna en réputation à Chicago pour la qualité de ses soins médicaux,.

## Services
- Bariatrique, contrôle du poids, mammographie, centre de traumatologie, chimiothérapie, services dentaires, cardiologie, tests génétiques, gériatrie, traitement du VIH et du SIDA, santé familiale, oncologie, réhabilitation physique, psychiatrie, centre du sommeil, médecine sportive, santé de la femme, traitement de l'adonnance médicamenteuse, traitement des blessures[4].

L'hôpital de Hinsdale est un centre de formation médicale, le seul dans le comté de DuPage. De nombreux membres du personnel enseignent dans des centres universitaires de Chicago, et produisent des recherches et des tests cliniques. Un Centre du traitement du cancer est dans la phase de construction. Son ouverture est prévue entre la fin de 2012 et le début de 2013.